# علي شاه الدراني
علي شاه الدراني ملك أفغانستان وسادس حكام الدولة الدرانية وهو أحد أبناء تيمور شاه الدراني، حكم الدولة الدرانية من 1818 م إلى 1819 م .
تم خلعه من الحكم بواسطة أخيه أيوب شاه الدراني سنة 1819 م .